# Micheline Pelzer
Pour les articles homonymes, voir Pelzer.
Micheline Pelzer est une batteuse de jazz belge née à Liège le 11 juillet 1950 et morte à Paris 19e le 4 octobre 2014,,.

## Biographie
Micheline Pelzer commence sa carrière musicale en 1968 à Paris, où elle accompagne Barney Wilen. L'année suivante, elle est à Rome avec le "Post Free Big-Band" de Steve Lacy. 
En octobre 1969, Wayne Shorter, alors saxophoniste dans le groupe de Miles Davis, la remarque lors de leur participation au Festival de Liège. En avril 1970, elle tient la batterie dans l'album Moto Grosso Feio (en) de Shorter. Pendant son séjour à New York, elle joue souvent avec Chick Corea, Steve Grossman, David Liebman.
De retour en Europe, elle se joint au groupe Moshi de Barney Wilen auquel elle collabore pendant deux ans.
En 1973, son père Jacques Pelzer fonde le groupe Open Sky Unit avec un autre saxophoniste belge, Steve Houben, le pianiste et chanteur américain Ron Wilson, et sa fille. Ils joueront jusqu'en 1994, renouvelant continûment style et formules.
Elle épouse le pianiste français Michel Graillier avec qui elle s'établit à Paris en 1977. Elle y participe occasionnellement au big band de Jacques Hélian.
Elle accompagne régulièrement Chet Baker en Europe, au Zaïre et à New York.
Avec la guitariste Marie-Ange Martin et la bassiste Hélène Labarrière, rencontrées lors d'un festival en Suisse en 1982, elle forme alors le trio féminin Ladies First, qui se produit en clubs à Paris et dans plusieurs festivals en Europe: Jazz à Vienne avec Dee Dee Bridgewater, Paris, Turin, et d'autres.
Dans les années 1990, elle se produit en duo avec la saxophoniste Nelly Pouget. Son mari Michel Graillier et elle font partie du quartet de la chanteuse Julie Monley.
De 2005 à son décès, Micheline Pelzer tient à Liège un club de jazz dans la maison où son père a vécu, le « Jacques Pelzer's Jazz Club ».

## Discographie sélective
- Compilation, 10 Ans de Jazz à Liège : 1991-2000, Maison du Jazz de Liège, mai 2001
- Jacques Pelzer & Open Sky Unit, Open Sky Unit, Whatmusic, 2001
- René Thomas, Guitar Genius (vol. 2), AMC, 1992
- Jacques Pelzer & Open Sky Unit, Never let me go, Igloo, 1990
- Jacques Pelzer et Jean-Christophe Renault, Valse pour Clotilde, 1981